# Roșia de Amaradia
Rosia de Amaradia là một xã thuộc hạt Gorj, România. Dân số thời điểm năm 2002 là 3514 người.